# Rudolf Sandner

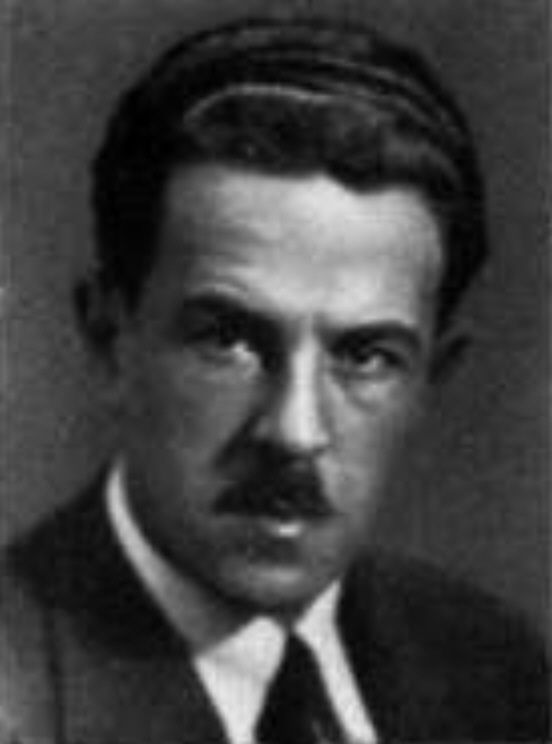
Rudolf Sandner

Rudolf "Rudi" Sandner (* 27. Februar 1905 in Karlsbad, Österreich-Ungarn; † 7. März 1983 in Oberstdorf) war ein sudetendeutscher Politiker (DSAP, SdP, NSDAP und später GB/BHE).

## Leben und Wirken
Nach dem Besuch der Volksschule und von fünf Jahren Gymnasium erlernte Sandner das Gartenbauhandwerk. Später arbeitete er nacheinander als Vertragsbeamter und Wohlfahrtspfleger und schließlich als Journalist in Eger.
Zunächst gehörte Sandner der Sozialdemokratischen Partei (DSAP) an. Nach Gründung der Sudetendeutschen Heimatfront (SHF) am 1. Oktober 1933, die 1935 in Sudetendeutsche Partei (SdP) umbenannt wurde, trat er dieser bei. Er wurde umgehend in die Parteileitung berufen. In dieser widmete er sich zunächst der Pressearbeit, um dort später als Hauptagitator zu arbeiten. Im Dezember 1933 wurde er in die Hauptleitung der SHF aufgenommen. Nach der tschechoslowakischen Parlamentswahl von 1935, bei der Sandner als Spitzenkandidat im Wahlkreis Reichenberg ins Abgeordnetenhaus einzog, wurde er Vorsitzender der SdP-Fraktion im tschechoslowakischen Parlament. In den Jahren 1936 bis 1938 nahm er schließlich Aufgaben als Propagandachef der SdP wahr und gehörte dem Führungsrat der Partei an.
Im Zuge der Zuspitzung der Sudetenkrise schloss er sich dem Sudetendeutschen Freikorps an und wurde für die Nachrichtenabteilung dieser paramilitärischen organisation in Waldsassen tätig. Nach der deutschen Annexion der Sudetengebiete im Herbst 1938 durch das nationalsozialistische Deutsche Reich war Sandner bis Kriegsende Leiter des Gaupresseamts im Sudetenland. Der NSDAP war er Anfang November 1938 beigetreten. In der Sturmabteilung erreichte Sandner den Rang eines SA-Standartenführers.
Nach einer Ergänzungswahl zum Reichstag am 4. Dezember 1938 trat Sandner als Abgeordneter in den nationalsozialistischen Reichstag ein, dem er bis zum Ende der NS-Herrschaft im Frühjahr 1945 als Vertreter der sudetendeutschen Gebiete angehörte.
Nach dem Zweiten Weltkrieg wurde er in Prag zu lebenslänglicher Haft verurteilt. Er wurde 1955 aus der Tschechoslowakei in die Bundesrepublik Deutschland abgeschoben. Danach war er als Journalist in Bonn tätig. Politisch engagierte sich als Bundesorganisationsleiter in der Vertriebenenpartei GB/BHE, für die er zur Bundestagswahl 1957 erfolglos im Bundestagswahlkreis Frankfurt am Main I (140) kandidierte. Beim Witikobund gehörte er dem Vorstand an.

## Schriften
- Sudetendeutscher 1. Mai 1938. Karlsbad 1938.
- 3 Jahre freies Sudetenland. Reichenberg 1941.
- Lyrik aus Böhmen. Grünwald bei München 1985. (?)